# Aluva
Aluva (Alwaye, ആലുവ) és una vila i municipalitat del districte d'Ernakulam a l'estat de Kerala, Índia. Aluva es troba a 14,5 km de Kochi al llarg de la riba del riu Periyar, i forma part de l'àrea metropolitana de Kochi.
És una ciutat industrial amb moltes indústries a la nova vila de Kalamassery. La seva població el 2001 era de 24.108 habitants. Celebra el festival Aluva Sivarathri a Manal Puram (terra amb arena) a les ribes del riu Peryar (o Periyar).